# National Semiconductor
National Semiconductor (comunemente citata come "National") era un'azienda specializzata nella realizzazione e fornitura di dispositivi e sottosistemi analogici.
Con sede a Santa Clara in California, dispone di un portafoglio prodotti che comprende dispositivi per la gestione dell'alimentazione, amplificatori operazionali e audio, prodotti di interfaccia per il settore delle comunicazioni, circuiti per il pilotaggio di display e soluzioni per la conversione dati. I suoi mercati principali comprendono quello dei terminali portatili wireless, dei display e di un'ampia varietà di applicazioni dell'elettronica fra cui le soluzioni automotive, industriali, e della strumentazione di laboratorio (test e misura).
Il 23 settembre 2011 l'azienda diviene formalmente parte di Texas Instruments come divisione "Silicon Valley".

## Storia
National è stata fondata il 27 maggio 1959 a Danbury, Connecticut, USA, da alcuni ingegneri che provenivano dalla Sperry Rand Corporation; nel 1967 spostò la sua sede a Santa Clara, California.
Nel corso degli anni National ha acquisito alcune società come Fairchild Semiconductor (nel 1987), e Cyrix (nel 1997).
Comunque, nel tempo, National ha abbandonato queste acquisizioni per concentrare la sua attenzione sulla tecnologia analogica.
Fairchild Semiconductor è ritornata ad essere una società separata ed autonoma nel 1997, mentre la divisione microprocessori di Cyrix è stata ceduta alla società taiwanese VIA Technologies nel 1999.
La divisione Information Appliance e processori embedded di National è stata venduta ad AMD nel 2003. Altre attività (per la maggior parte legate al mondo digitale) come i chipset per comunicazioni wireless, i sensori di immagine ed i chipset I/O per PC sono state chiuse o vendute poiché National ha deciso di operare nel settore analogico.

## Localizzazione dell'azienda nel mondo
Le unità produttive di National sono dislocate negli USA (Arlington, Texas e South Portland, Maine), in Europa (Greenock, Scozia) e in Asia (Melaka, Malesia e Suzhou, Cina). La società dispone di oltre 30 centri di sviluppo e uffici vendite nel mondo.

## Regole di responsabilità
Ogni unità produttiva di National è certificata ISO 14001 e OHSAS 18001, e i suoi prodotti sono privi di piombo. La società ha certificazione dell'OSHA (Occupational Safety and Health Administration), lo Star Award del Voluntary Protection Program, e la Medaglia d'Oro della RoSPA (Royal Society for the Prevention of Accidents). National ha creato la sua fondazione umanitaria nel 2000, e provvede a garantire un supporto alle organizzazioni per gli aiuti umanitari nelle aree in cui opera, ma anche nelle scuole e nelle università, dove, con la sua iniziativa Science in Action contribuisce a creare ed incoraggiare le attività scientifiche.

## Galleria d'immagini

Vecchio logo utilizzatno nei chip
Vecchio logo utilizzatno nei chip
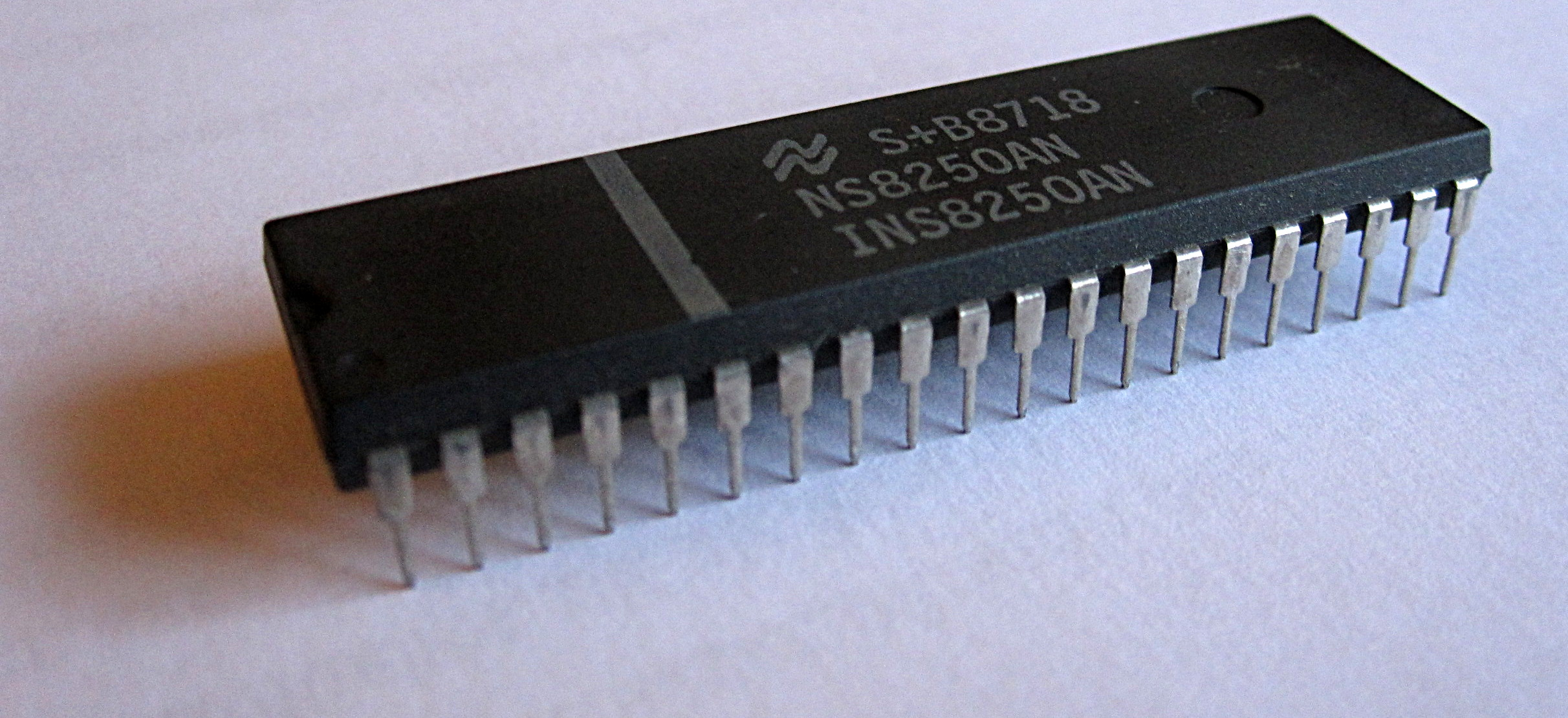
Circuito integrato 8250 per UART